# Liz Smith (soccer)
Pour les articles homonymes, voir Smith et Liz Smith.
Liz Smith Herbert, née le 25 septembre 1975 à Edmonton, est une joueuse canadienne de soccer évoluant au poste de milieu de terrain.

## Carrière
Liz Smith compte 22 sélections et deux buts en équipe du Canada entre 1996 et 2000. Elle reçoit sa première sélection le 15 mai 1996, en match amical contre la Chine (défaite 0-5).
Vainqueur du Championnat féminin de la CONCACAF 1998, elle fait partie du groupe canadien lors de la Coupe du monde 1999, ainsi que lors de la Gold Cup féminine 2000, bien qu'elle ne joue aucun match. Elle obtient sa dernière sélection sous le maillot canadien le 8 juin 2000, en match amical contre la Chine (match nul 2-2). 